# Alanen (sjö i Nastola, Päijänne-Tavastland)
Alanen är en sjö i kommunen Nastola i landskapet Päijänne-Tavastland i Finland. Sjön ligger 109,2 meter över havet. Arean är 75 hektar och strandlinjen är 4,28 kilometer lång. Sjön  ingår i Kymmene älvs huvudavrinningsområde.   Den ligger omkring 12 km nordöst om Lahtis och omkring 110 km norr om Helsingfors. 